# Circacris auris
Circacris auris är en insektsart som beskrevs av Ronderos och Cigliano 1989. Circacris auris ingår i släktet Circacris och familjen Tristiridae. Inga underarter finns listade i Catalogue of Life.